# Jazz créole
 (novembre 2023).
La mise en forme du texte ne suit pas les recommandations de Wikipédia : il faut le « wikifier ».
Les points d'amélioration suivants sont les cas les plus fréquents. Le détail des points à revoir est peut-être précisé sur la page de discussion.
- Les titres sont pré-formatés par le logiciel. Ils ne sont ni en capitales, ni en gras.
- Le texte ne doit pas être écrit en capitales (les noms de famille non plus), ni en gras, ni en italique, ni en « petit »…
- Le gras n'est utilisé que pour surligner le titre de l'article dans l'introduction, une seule fois.
- L'italique est rarement utilisé : mots en langue étrangère, titres d'œuvres, noms de bateaux, etc.
- Les citations ne sont pas en italique mais en corps de texte normal. Elles sont entourées par des guillemets français : « et ».
- Les listes à puces sont à éviter, des paragraphes rédigés étant largement préférés. Les tableaux sont à réserver à la présentation de données structurées (résultats, etc.).
- Les appels de note de bas de page (petits chiffres en exposant, introduits par l'outil «  Source ») sont à placer entre la fin de phrase et le point final[comme ça].
- Les liens internes (vers d'autres articles de Wikipédia) sont à choisir avec parcimonie. Créez des liens vers des articles approfondissant le sujet. Les termes génériques sans rapport avec le sujet sont à éviter, ainsi que les répétitions de liens vers un même terme.
- Les liens externes sont à placer uniquement dans une section « Liens externes », à la fin de l'article. Ces liens sont à choisir avec parcimonie suivant les règles définies. Si un lien sert de source à l'article, son insertion dans le texte est à faire par les notes de bas de page.
- La présentation des références doit suivre les conventions bibliographiques. Il est recommandé d'utiliser les modèles {{Ouvrage}}, {{Chapitre}}, {{Article}}, {{Lien web}} et/ou {{Bibliographie}}. Le mode d'édition visuel peut mettre en forme automatiquement les références.
- Insérer une infobox (cadre d'informations à droite) n'est pas obligatoire pour parachever la mise en page.

Pour une aide détaillée, merci de consulter Aide:Wikification.
Si vous pensez que ces points ont été résolus, vous pouvez retirer ce bandeau et améliorer la mise en forme d'un autre article.

Le jazz créole  est un genre musical unique qui a émergé dans les régions créoles du monde, principalement aux Caraïbes, en Louisiane (États-Unis), en Haïti, en Martinique, en Guadeloupe, en Guyane, à La Réunion, à l'île Maurice, ainsi qu'au Cap-Vert. Il incarne l'héritage culturel riche et complexe de ces régions, en mettant particulièrement l'accent sur les départements et régions d'outre-mer (DROM-COM) francophones.

## Caractéristiques
Le jazz créole se distingue par l'utilisation de rythmes syncopés, de mélodies improvisées et par l'influence d'une variété d'instruments, tels que la guitare, le banjo, la trompette, le saxophone, et la clarinette. Parmi les artistes emblématiques de ce genre, on peut citer  Sidney Bechet , célèbre clarinettiste et saxophoniste de la Nouvelle-Orléans, ainsi que  Louis Armstrong.

## Histoire
L'histoire du jazz créole est étroitement liée à la période de l'esclavage, pendant laquelle les populations africaines ont été déplacées de force vers les régions créoles en tant qu'esclaves. Ces interactions culturelles forcées ont conduit à un brassage musical unique, où les traditions africaines, européennes et amérindiennes se sont mêlées pour former les bases du jazz créole. Les rythmes et les chants des esclaves africains ont rencontré les instruments européens et les traditions musicales autochtones, créant ainsi un terreau fertile pour l'émergence de ce genre musical.

## Influence et impact
Le jazz créole a eu un impact significatif sur de nombreux autres genres musicaux, notamment le jazz, le blues, la salsa, et la musique caribéenne contemporaine. Il demeure un élément crucial de la culture et de l'identité des régions créoles.

## Spécificités régionales
- Guadeloupe : le jazz créole guadeloupéen incorpore des éléments du gwoka, du zouk, et de la biguine, reflétant la richesse de la culture antillaise. Des artistes comme Alain Jean-Marie  ont contribué à promouvoir ce style unique.
- Martinique : Le jazz créole martiniquais fusionne le jazz avec le bèlè, une musique et une danse traditionnelles martiniquaises. Des musiciens tels que Mario Canonge, Thierry Vaton et Marius Cultier  ont exploré cette fusion, créant un son qui célèbre l'identité martiniquaise.
- Guyane : le jazz créole guyanais incorpore des éléments de la musique amérindienne locale en plus des influences africaines et européennes. Des artistes comme Denis Lapassion ont joué un rôle essentiel dans son développement.
- Cuba : Le jazz créole cubain, également appelé "jazz afro-cubain", intègre les rythmes afro-cubains et la salsa, avec des figures légendaires telles que Chucho Valdés et Irakere .
- Île Maurice : le jazz créole de l'île Maurice[2] est influencé par la musique séga, avec des artistes comme Linley Marthe .
- La Réunion : Le jazz créole réunionnais incorpore des éléments du maloya, une musique traditionnelle réunionnaise d'origine africaine et malgache. Des artistes tels que Meddy Gerville et Danyèl Waro ont été des pionniers dans ce genre.
- Cap-Vert : le Cap-Vert a développé son propre style de jazz créole avec des influences africaines, portugaises et brésiliennes, influencé par la morna. Cesária Évora est une figure emblématique de ce style.
- Louisiane : le jazz créole louisianais compte quelques grands noms comme Édmond Dédé

Chacune de ces régions a apporté sa propre touche distinctive au jazz créole, reflétant la richesse de ses influences culturelles locales. Le jazz créole existe sous différentes formes et styles à travers le monde, créant ainsi une riche mosaïque musicale.

## Quelques artistes de jazz créole
- Édmond Dédé
- Alain Jean-Marie
- Mario Canonge
- Marius Cultier
- Denis Lapassion
- Meddy Gerville
- Linley Marthe
- Grégory Privat